# Sen a skutečnost
Sen a skutečnost (originální název Le choix) je belgický film z roku 1976 režiséra Jacquese Fabera.
V hlavních rolích se představili Claude Jadeová (Anne/Juliette) a Gilles Kohler (Jean-Pierre). Film byl v roce 1976 promítán pro reprezentaci Belgie v oficiálním výběru Mezinárodního filmového festivalu v Karlových Varech.
Recenze filmu: Vystavuje se ten, kdo kráčí za svým snem nebezpečí, že ztratí i skutečnost? Na tuto otázku film Sen a skutečnost režiséra Jacquese Faberta plně neodpovídá, autor ji svým příběhem o mladých lidech pouze navozuje. Hrdinou snímku je nadaný herec Jean-Pierre, který ačkoliv by mohl, nechce začít svou uměleckou dráhu v ověřených a po všech stránkách bezpečných kolejích. Opustil proto svoji dívku Annu i divadlo, ve kterém ho čekala slibná kariéra, a stane se členem malé herecké zájezdové společnosti, snažící se působit zejména na venkovského diváka netradičními divadelními formami. Zde se Jean-Pierre seznámí s podmanivou baletkou Julií, která je, ač podobou dokonalá dvojnice Anny, jejím naprostým protipólem. Citově nevyzrálý mladík je po čase tak rozpolcen, že se mu stírají rozdíly mezi oběma dívkami, nedokáže si uvědomit, co je pouze jeho sen a co skutečnost. Jean-Pierre dlouho mezi partnerkami váhá a nakonec ztrácí obě. Režisér zdůraznil mladíkovo váhání a jeho zaujetí více podobou partnerky než její povahou tím, že do rolí Anny i Julie obsadil známou francouzskou herečku Claude Jade. 